# 坂井德章
坂井 德章（さかい とくしょう、1907年〈明治40年〉1月16日 - 1947年〈民国36年〉3月13日）は、台湾の弁護士。

## 略歴
現在の熊本県宇土市出身の坂井德藏と台湾出身の湯玉を父母に、日本統治下の台湾台南に生まれ育った。父德蔵は巡査だったが，本島人による最後の抗日武装蜂起であった西来庵事件で殉職。
姓は、内台共婚法成立前に父が死んだので湯姓で湯德章（閩：Thng Tek-chiong）だが、後1936年に叔父又蔵と養子縁組をしており、日本名は坂井姓である。
台南師範学校に進学するが3年で退学。20歳で台南州警務部巡査となる。日本の普通文官試験にも合格し，巡査部長，台湾総督府警察官及司獄官練習所甲科を経て警部補に昇進するが，警察組織内での体験や事件処理を通じて内地人と台湾人の格差，差別に憤りと強い問題意識を持ち，1939年台南州新豊郡警察課の司法主任（刑事係長）を最後に退職。叔父（父德蔵の末弟）・養父でジャーナリストの坂井又蔵を頼って内地に渡り，家族と共に東京・白金の藤原銀次郎の別宅に転居。中央大学に聴講生として法律を学び，最終学歴小学校卒業でありながら1942年高等文官試験司法科，翌年には行政科にも合格したが，藤原らの慰留を断り，台南に戻って弁護士事務所を開設した。
第二次世界大戦終結後、中国国民党統治下で発生した二・二八事件において、台南市の人民自由保証委員として台南学生をなだめ、国民革命軍の報復によって台南学生が虐殺される事態を防いだ。国民党軍に逮捕され、市中引き回しの上、大正公園にて公開銃殺された。

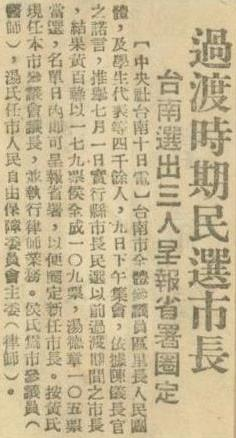
市長候補に選ばれたことを伝える新聞
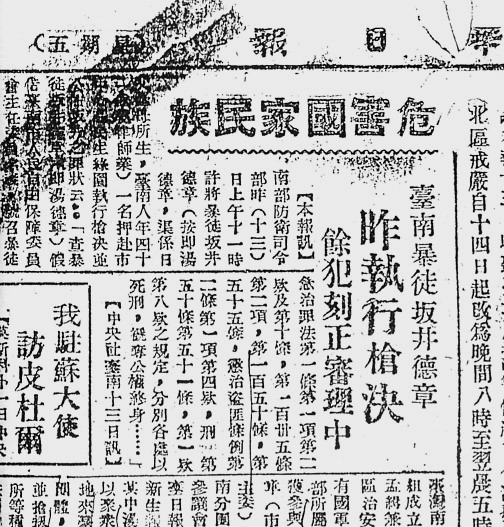
処刑されたことを伝える翌日付の中華日報紙面（1947年3月14日）

## 名誉回復と評価

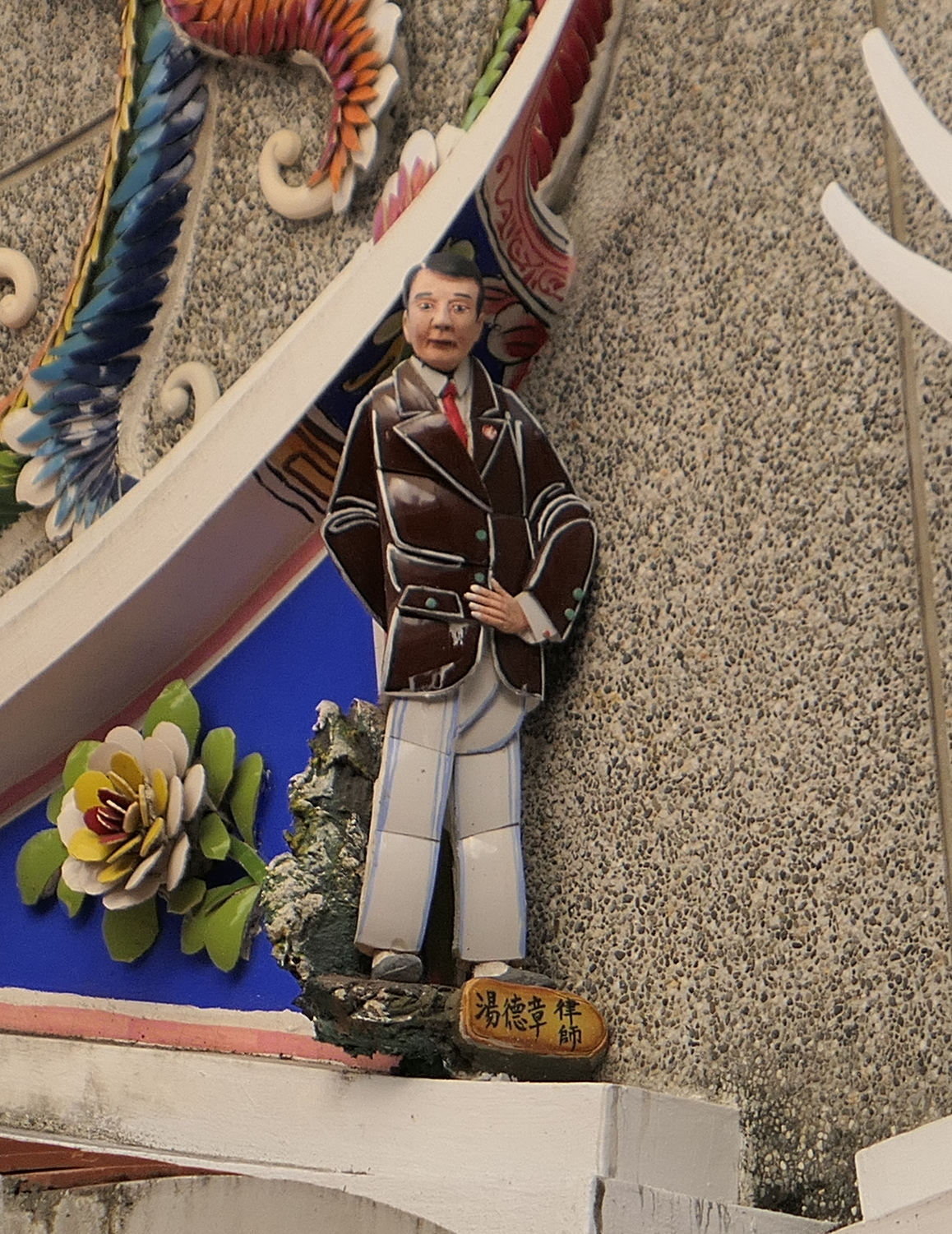
五帝廟にある德章の塑像

戦後「民生緑園」と改称された大正公園は、1998年2月28日に当時の台南市長張燦鍙が「湯徳章紀念公園」に改称し、德章の胸像が設置された。また、2014年には市長職だった頼清徳により、德章の命日3月13日が台南市の「正義と勇気の紀念日」に制定された。
2015年、台南市政府文化局により市にゆかりがあり著名な功績を残した人物を称える『台南歴史名人』（政治類）に認定され、旧居に銘板を設置する際には市長頼清徳や地元の実業家許文龍が出席している。
2016年、区内にある鄭氏政権からの寺院『八吉境五帝廟』では八田與一ら台南ゆかりの人物とともに德章をデフォルメした塑像が屋脊（棟）部へ設置された。
没後70年となる2017年には、生前の弁護士時代に市内ハヤシ百貨店で購入したとされているデスクが特別展で展示された。
没後75年となる2022年3月13日、市長黄偉哲は、湯徳章紀念公園から西側に伸びる中正路のうち、旧日本勧業銀行台南支店（現・台湾土地銀行台南支店）やハヤシ百貨店などがある忠義路との交差点までの区間約170メートルを「湯徳章大道」へ改名することを発表した。正式な改名は上半期中に実施される予定で、同公園の南西角にある国立台湾文学館（旧台南州庁）の街路表記は「湯徳章大道1号」となる。

### 旧居
台南市内の旧宅は、2020年4月に台南市文化資産管理処が暫定古跡に認定し、また民間有志により設立された台南市文化資産保護協会が同宅を購入し記念館として再整備するためのクラウドファンディングに成功したため、同協会は翌年の德章の命日までに記念館の開館を目指し、2021年3月13日に旧居が公開されることになった。
2022年8月、徳章旧居の修復プロジェクトに対し中央政府（中華民国文化部）から50%、台南市政府からも上限となる20%まで増額した補助金が交付されることが発表され、早期の修復完了が期待されている。

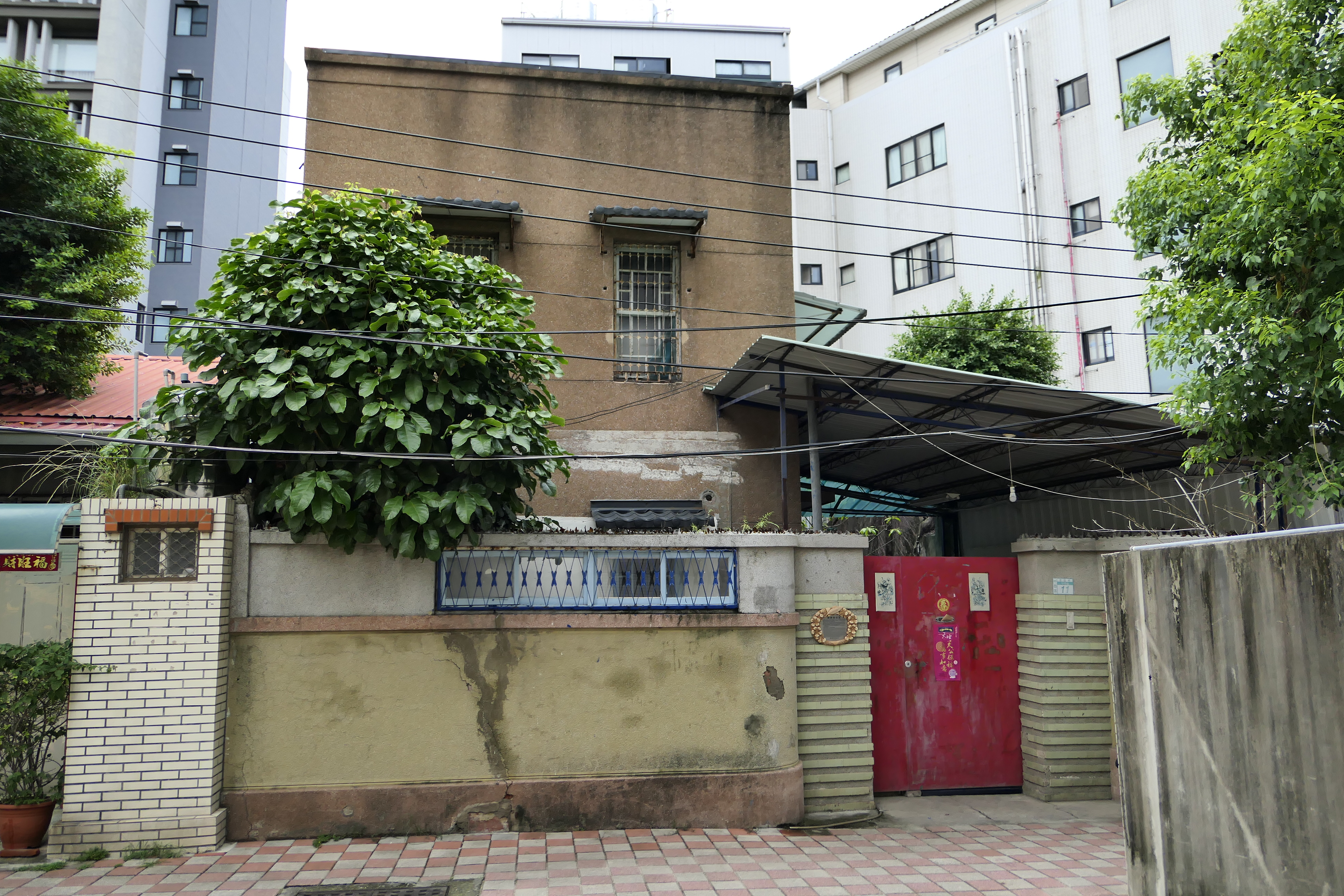
旧居
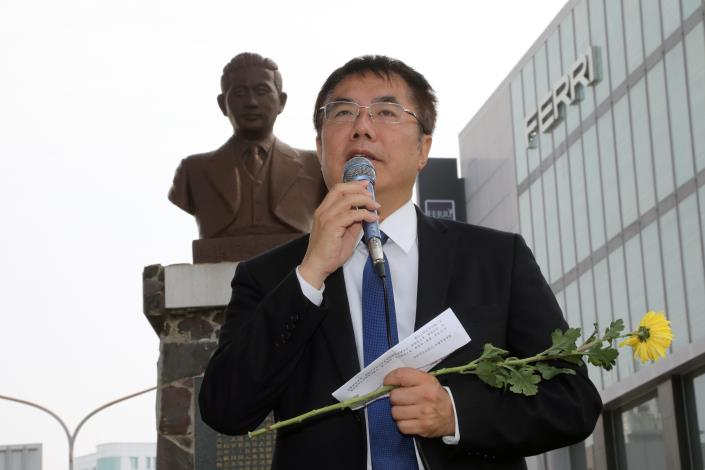
命日に民生緑園の德章像で演説する市長黄偉哲（2019年）

## 関連書籍
- 2016年 - （下記門田の著作の中文版）『湯德章：不該被遺忘的正義與勇氣』林琪禎、張弈伶、李雨青、発行：玉山社、ISBN 9789862941423
- 2020年 - （絵本）『正義與勇氣-湯德章』作：蘇振明、絵：陳敏捷、発行：台南市政府文化局、ISBN 9789865430559
- 2021年 - （漫画）『臺灣名人傳記漫畫：湯德章』著：蠢羊、発行：時報出版、ISBN 9789571385310